# Androgeen
Een androgeen is een chemische stof die de ontwikkeling en het behoud van de mannelijke eigenschappen in gewervelde dieren bewerkstelligt. Het woord stamt uit het Grieks (ἀνήρ=man, γεννάω = voortbrengen). De bekendste van deze stoffen is het hormoon testosteron, andere zijn afgeleide  dihydrotestosteron en de precursor androsteendion.
Androgenen beïnvloeden zodoende onder meer de activiteit van de mannelijke geslachtsorganen en de ontwikkeling van de mannelijke secundaire geslachtskenmerken.